# Повеља о правима (Сједињене Америчке Државе)
Повеља о правима (енгл. Bill of Rights) је колективни назив за првих десет амандмана на Устав Сједињених Држава, који ограничавају моћ савезне владе САД. Ова ограничења постоје у сврху очувања природних права на слободу и имовину укључујући слободу вероисповести, слободу говора, слободу штампе, слободу окупљања, слободу удруживања, као и право на поседовање и ношење оружја.
Ове амандмане је 1. Конгресу представио Џејмс Медисон као серију правних докумената, а усвојио их је Представнички дом 21. августа 1789, формално су предложени као заједничка резолуција Конгреса 25. септембра 1789, а ступили на снагу као уставни амандмани 15. децембра 1791, кроз процес ратификација од стране три четвртине савезних држава.
Првобитно, Повеља о правима је штитила права само белих мушкараца, а искључивала афроамериканце и жене. Био је потребан још један уставни амандман и бројне одлуке Врховног суда да се иста права прошире на све грађане Сједињених Држава.
Повеља о правима игра кључну улогу у америчком праву, и и данас је кључни симбол слобода и културе Сједињених Држава. Једна од првих четрнаест копија Повеље о правима је изложена у Националном архиву у Вашингтону.